# Hendrik Willem van Loon
Hendrik Willem van Loon (14 de janeiro de 1882 - 11 de março de 1944) foi um historiador e jornalista neerlandês.

## Carreira
Foi reconhecido no mundo inteiro pelos muitos livros que escreveu e ilustrou. Dentre eles, podemos mencionar The Story of America e The Story of the Bible (A História da Bíblia, traduzido no Brasil por Monteiro Lobato), além de A História da Humanidade. Van Loon foi professor do Antioch College e deu aulas em Harvard, em Cornell e na Universidade de Munique.

## Trabalhos

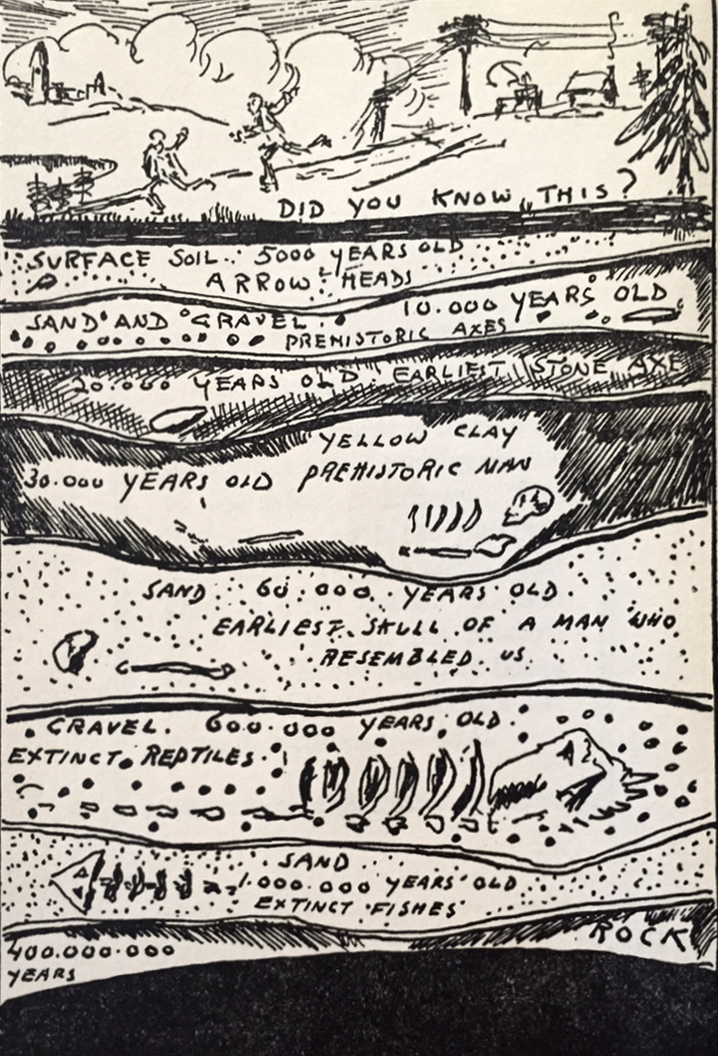
Frontispício para o livro de Van Loon de 1922 Ancient Man

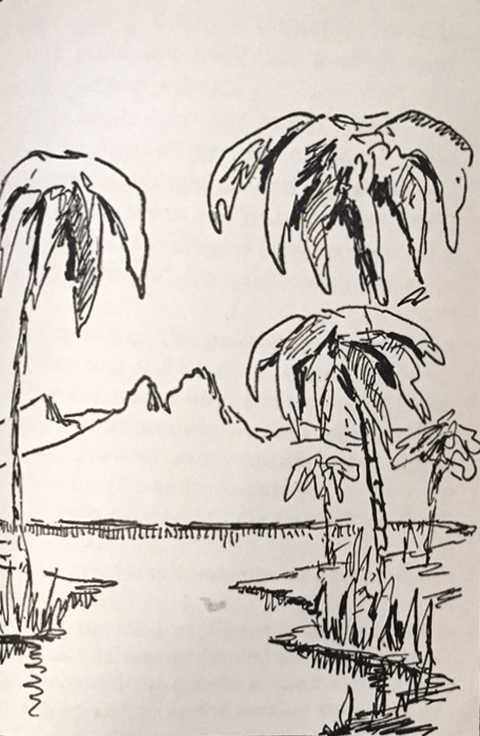
"The Young Nile", ilustração de Van Loon para seu livro Ancient Man, 1922

Uma lista de obras de van Loon, com datas de primeira publicação e editores.
- The Fall of the Dutch Republic, 1913, Houghton Mifflin Co.
- The Rise of the Dutch Kingdom, 1915, Doubleday Page & Co.
- The Golden Book of the Dutch Navigators, 1916, The Century Co.
- A Short History of Discovery: From the Earliest Times to the Founding of Colonies in the American Continent, 1917, David McKay
- Ancient man; the Beginning of Civilizations, 1920, Boni and Liveright
- The Story of Mankind, 1921, Boni and Liveright
- The Story of the Bible, 1923, Boni and Liveright
- Witches and Witch-Finders, 1923, article from the June 1923 Mentor Magazine
- The Story of Wilbur the Hat, 1925, Boni and Liveright
- Tolerance, 1925, Boni and Liveright
- The Liberation of Mankind: the story of man's struggle for the right to think, 1926, Boni and Liveright
- America: The Story of America from the very beginning up to the present, 1927, Boni and Liveright
- Adriaen Block, 1928, Block Hall
- Multiplex man, or the Story of Survival through Invention, 1928, Jonathan Cape
- Life and Times of Peter Stuyvesant, 1928, Henry Holt
- Man the Miracle Maker, 1928, Horace Liveright
- R. v. R.: the Life and Times of Rembrandt van Rijn, 1930, Horace Liveright
- If the Dutch Had Kept Nieuw Amsterdam, in If, Or History Rewritten, editado por J. C. Squire, 1931, Simon & Schuster
- Van Loon's Geography: The Story of the World We Live In, 1932, Simon & Schuster
- To Have or to Be—Take Your Choice, John Day (1932)
- "Gold" 1933, artigo da Marcha Cosmopolita 1933
- An Elephant Up a Tree, 1933, Simon & Schuster
- An Indiscreet Itinerary or How the Unconventional Traveler Should See Holland by one who was actually born there and whose name is Hendrik Willem Van Loon, 1933, Harcourt, Brace
- The Home of Mankind: the story of the world we live in, 1933, George G. Harrap
- The story of inventions: Man, the Miracle Maker, 1934, Horace Liveright
- Ships: and How They Sailed the Seven Seas (5000 B.C.-A.D.1935), 1935, Simon & Schuster
- Around the World With the Alphabet, 1935, Simon & Schuster
- Air-Storming: A Collection of 40 Radio Talks, 1935, Harcourt, Brace
- Love me not, 1935
- A World Divided is a World Lost, 1935, Cosmos Publishing Co.
- The Songs We Sing (com Grace Castagnetta), 1936, Simon & Schuster
- The Arts (com ilustrações musicais de Grace Castagnetta), 1937, Simon & Schuster
- Christmas Carols (com Grace Castagnetta), 1937, Simon & Schuster
- Observations on the mystery of print and the work of Johann Gutenberg, 1937, Book Manufacturer's Institute/New York Times
- Our Battle: Being One Man's Answer to "My Battle" by Adolf Hitler, 1938, Simon & Schuster
- How to Look at Pictures: a Short History of Painting, 1938, National Committee for Art Appreciation
- Folk Songs of Many Lands (with Grace Castagnetta), 1938, Simon & Schuster
- The Last of the Troubadours: The Life and Music of Carl Michael Bellman 1740-1795 (com Grace Castagnetta), 1939, Simon & Schuster
- The Songs America Sings (with Grace Castagnetta), 1939, Simon & Schuster
- My School Books, 1939, E. I. du Pont de Nemours
- Invasion, being the personal recollections of what happened to our own family and to some of our friends during the first forty-eight hours of that terrible incident in our history which is now known as the great invasion and how we escaped with our lives, 1940, Harcourt, Brace
- The Story of the Pacific, 1940, George G. Harrap
- The Life and Times of Johann Sebastian Bach, 1940, Simon & Schuster
- Good Tidings (with Christmas songs by Grace Castegnetta), 1941, American Artists Group
- The Praise of Folly by Desiderius Erasmus of Rotterdam, with a short life of the Author by Hendrik Willem van Loon of Rotterdam who also illustrated the Book, 1942
- Van Loon's Lives: Being a true and faithful account of a number of highly interesting meetings with certain historical personages, from Confucius and Plato to Voltaire and Thomas Jefferson, about whom we had always felt a great deal of curiosity and who came to us as dinner guests in a bygone year, 1942, Simon & Schuster
- Christmas Songs, 1942
- The Message of the Bells (com música de Grace Castagnetta), 1942, New York Garden City
- Fighters for Freedom: the Life and Times of Thomas Jefferson and Simon Bolivar, 1943, Dodd, Mead & Co.
- The Life and Times of Scipio Fulhaber, Chef de Cuisine, 1943
- Adventures and Escapes of Gustavus Vasa, and how they carried him from his rather obscure origin to the throne of Sweden, 1945
- Report to Saint Peter, upon the kind of world in which Hendrik Willem van Loon spent the first years of his life - uma autobiografia inacabada, publicada postumamente, 1947, Simon & Schuster